# 어니스트 R. 코우마
어니스트 R. 코우마(Ernest R. Kouma, 1919년 11 월 23일 ~ 1993년 12월 19일)는 미국 육군 출신 군인이다.

## 한국전쟁
한국전쟁의 제2차 낙동강 돌출부 전투에서 8월 31일 22시 30분 후퇴하는 미군들을 지원하기 위해 M26 퍼싱 전차를 조종하며 북한군 보병 500여명과 맞섰다.
다음날 9월 1일 아침 7시 30분까지 이어진 전투에서 북한군 보병 250여명을 사살하는 전과를 거두었다.
이로 인해 한국전쟁에서 전차병 최초로 명예훈장을 수상하였다.

## 기타
한국전쟁에서의 어니스트 R. 코우마 활약은 2014년 영화 퓨리 라스트씬의 모티브가 되기도 하였다.

## 같이 보기
- 한국 전쟁 명예훈장 수훈자 목록